# Heide Simonis

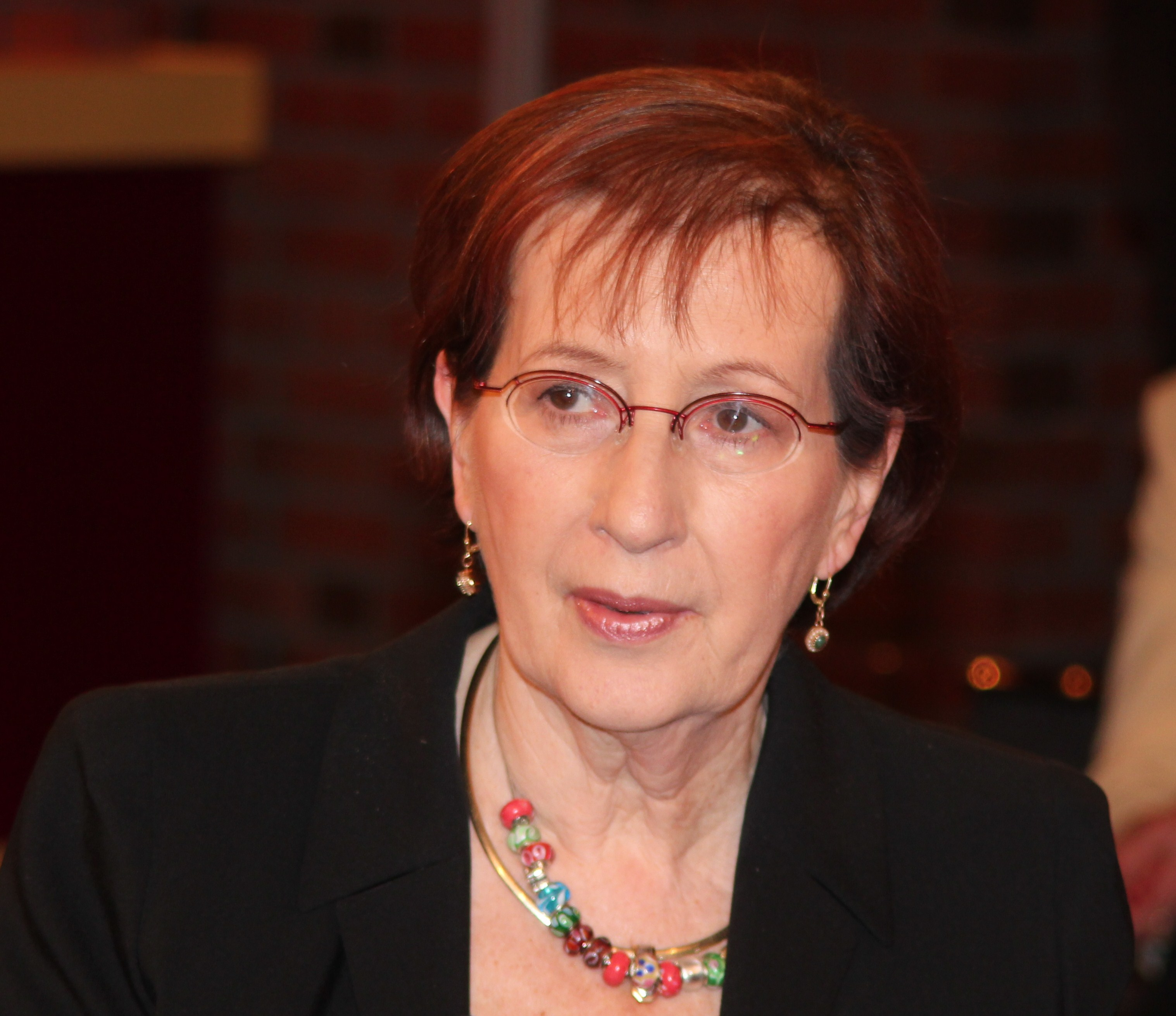
Heide Simonis bei Markus Lanz (2011)

Heide Simonis, geb. Steinhardt (* 4. Juli 1943 in Bonn; † 12. Juli 2023 in Kiel), war eine deutsche Politikerin (SPD).
Von 1988 bis 1993 war sie Finanzministerin und von 1993 bis 2005 Ministerpräsidentin des Landes Schleswig-Holstein. Von 2005 bis 2008 war sie Vorsitzende von UNICEF Deutschland.
Sie stand als erste regulär ins Amt gewählte Frau an der Spitze einer deutschen Landesregierung und gehört zu den Ehrenbürgern Schleswig-Holsteins, als insgesamt sechste Person und erste Frau.

## Leben

### Familie
Heide Simonis war die älteste von drei Töchtern von Horst und Sophia Steinhardt. Simonis’ Vater stammte aus einer Königsberger Kaufmannsfamilie, ihre Mutter aus einer rheinischen Handwerkerfamilie. Nach seiner Kriegsrückkehr arbeitete der Vater bei der damaligen Bundesanstalt für Arbeitsvermittlung und wurde Verwaltungsdirektor. Ihre Mutter war kurzzeitig als zweite Sekretärin des damaligen Bundeskanzlers Konrad Adenauer berufstätig. Ihren Vater bezeichnete Simonis als politisch „deutsch-national“, ihre Mutter als „noch weiter rechts“.
Ab 1967 war Heide Simonis mit dem Volkswirt Udo Ernst Simonis (* 1937) verheiratet, den sie während des Studiums in Kiel kennenlernte und der als Professor für Ökonomie an der Technischen Universität Berlin und Direktor und Forschungsprofessor für Umweltpolitik am Wissenschaftszentrum Berlin für Sozialforschung tätig war.

### Kindheit und Jugend
In ihrer frühen Kindheit litt Simonis an schwerem Asthma, weswegen sie ab ihrem dritten Lebensjahr längere Zeiträume in Kinderheimen in Bad Soden, Freudenstadt, Garmisch-Partenkirchen und im Westerwald verbrachte, die sie sehr positiv in Erinnerung hatte.
Bedingt durch den Umzug der Familie, zunächst nach Hamburg, später nach Nürnberg, besuchte sie verschiedene Schulen. Ihr Abitur legte sie 1962 an einem evangelischen Mädchengymnasium in Nürnberg ab, an dem sie Klassensprecherin sowie stellvertretende Schülersprecherin war.

### Studium und Beruf
Ursprünglich plante Simonis, Physik in München zu studieren, entschied sich dann jedoch aufgrund von Zweifeln und Bedenken ihrer Mutter für ein Studium der Volkswirtschaftslehre an der Friedrich-Alexander-Universität Erlangen-Nürnberg. Bedingt durch einen erneuten Umzug der Familie nach Kiel, wo ihr Vater eine Anstellung als Direktor des Arbeitsamtes gefunden hatte, setzte sie ihr Studium an der dortigen Christian-Albrechts-Universität fort. 1967 legte sie ihr Examen ab und erlangte den akademischen Grad der Diplom-Volkswirtin.
Von 1967 bis 1969 lebte das Ehepaar Simonis in der sambischen Hauptstadt Lusaka, wo Udo Simonis als persönlicher Berater des Präsidenten Kenneth Kaunda tätig war und Projekte zur Landesentwicklung erarbeitete. Heide Simonis gab währenddessen Deutschunterricht an der Universität Lusaka und arbeitete bei der Zambian Airways. Sie beteiligte sich außerdem an von der Kirche initiierten Entwicklungsprojekten.
Nach ihrer Rückkehr nach Deutschland arbeitete Simonis zunächst als Sekretärin am Institut für Finanzen in Kiel. 1970 erhielt ihr Mann als einer von zwölf Wissenschaftlern weltweit ein Stipendium der Japanischen Gesellschaft für die Förderung der Wissenschaften, was ihm eine wissenschaftliche Tätigkeit am Institut für Entwicklungsländerforschung und an der Universität von Tokio ermöglichte. Auch dorthin begleitete Simonis ihren Mann. In Tokio arbeitete sie als Lektorin für Deutsch am Goethe-Institut und als Marketing Researcher für Triumph International. Zurück in Deutschland war sie ab 1972 Berufsberaterin für Abiturienten und Hochschüler bei der Bundesanstalt für Arbeit am Arbeitsamt in Kiel.

### Letzte Lebensjahre

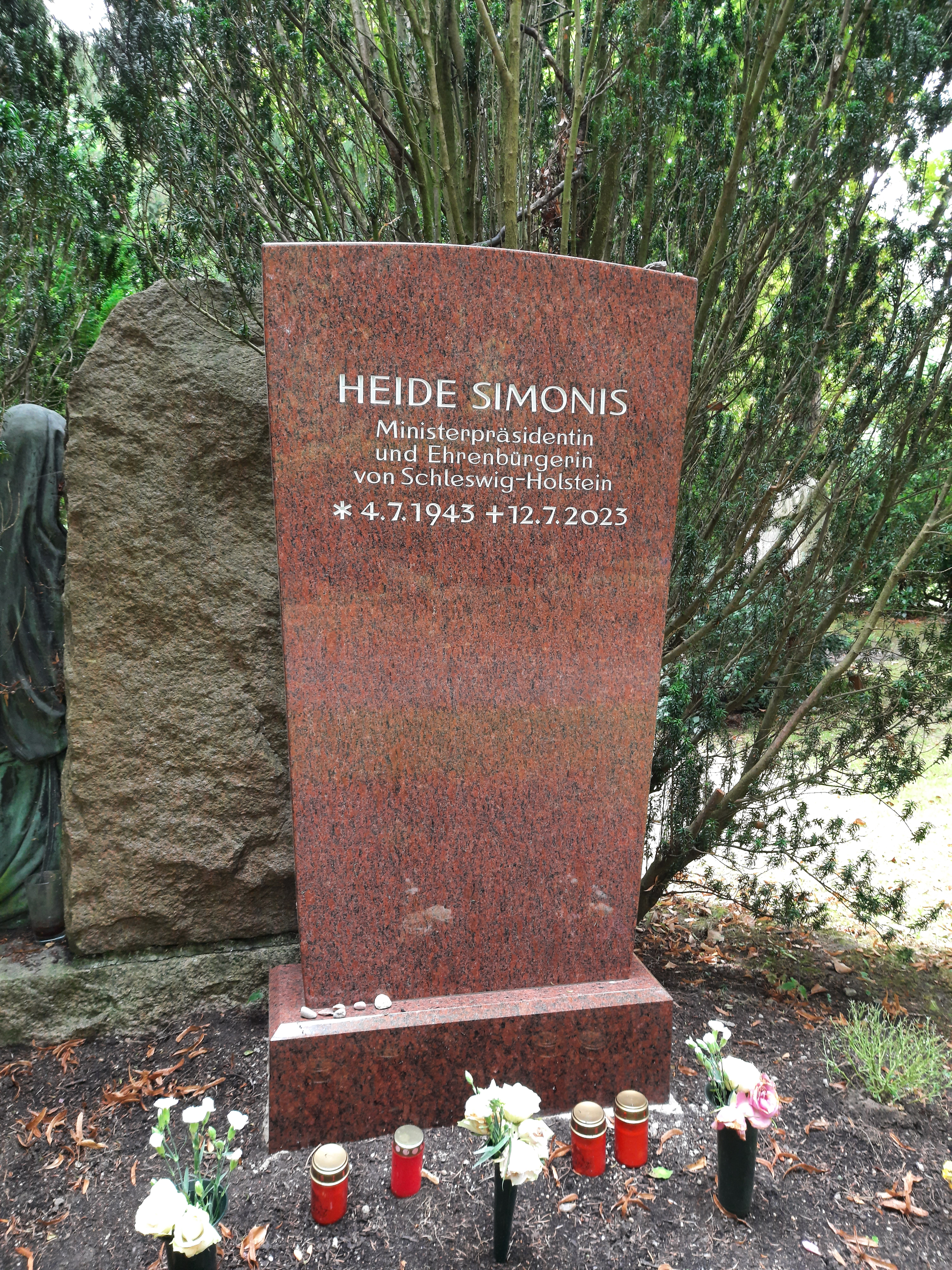
Heide Simonis’ Grab auf dem Kieler Südfriedhof

Simonis überstand im Jahr 2002 eine Brustkrebs-Erkrankung. Im Jahr 2014 sprach sie erstmals öffentlich über ihre Parkinsonerkrankung, an der sie seit 2012 litt.
Zu ihrem 80. Geburtstag am 4. Juli 2023 erhielt Heide Simonis Glückwünsche unter anderem von Ministerpräsident Daniel Günther sowie der SPD-Landesvorsitzenden Serpil Midyatli. Acht Tage später starb sie in Kiel, wo sie zuletzt zurückgezogen von der Öffentlichkeit lebte.
Simonis wurde am 28. Juli 2023 nach einer Trauerfeier in der Kieler Petruskirche auf dem Kieler Südfriedhof beigesetzt.

## Politische Karriere

### Partei
Ab 1969 war Simonis Mitglied der SPD. Von 1972 bis 1976 war sie Mitglied im Kreisvorstand der SPD in Kiel. Von 1988 bis 1991 und erneut von 1993 bis 2005 war sie Mitglied des SPD-Parteivorstandes.

### Abgeordnete

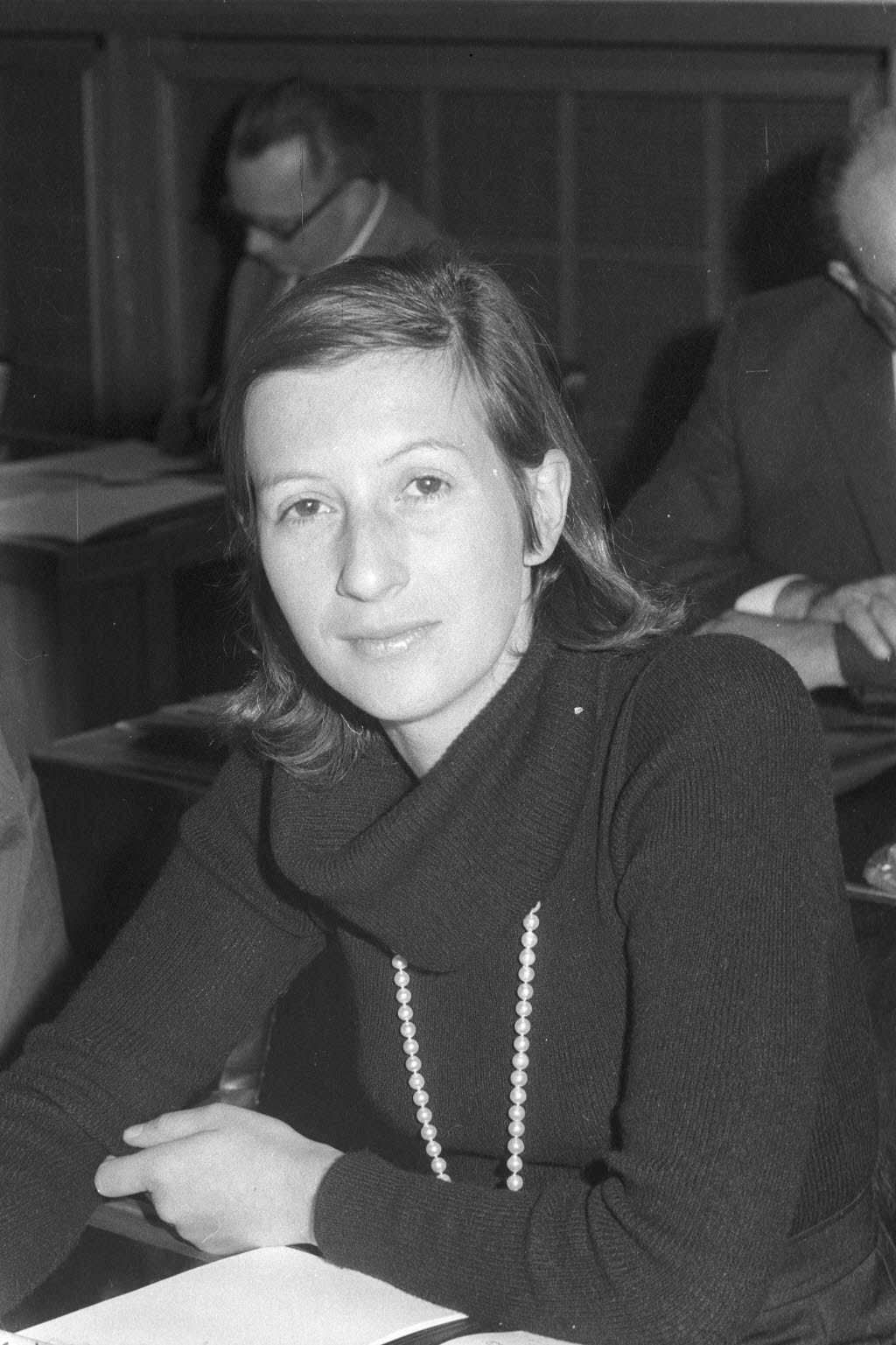
Heide Simonis 1971 in Kiel

Von 1972 bis 1976 war Simonis Mitglied der Kieler Ratsversammlung. 1976 wurde sie als Direktkandidatin im Wahlkreis Rendsburg-Eckernförde zum Mitglied des Deutschen Bundestages gewählt, wo sie u. a. die Position der finanzpolitischen Sprecherin der SPD-Bundestagsfraktion einnahm. 1988 schied sie aus dem Bundestag aus.
Von 1992 bis 2005 war sie Mitglied des Schleswig-Holsteinischen Landtags. Simonis war die zuletzt mit 59,8 % der Stimmen direkt in den Landtag gewählte Abgeordnete des Wahlkreises (damals) 20 (Kiel-Ost). Am 27. April 2005 schied sie aus dem Landesparlament aus.

### Öffentliche Ämter
Nach dem Regierungswechsel in Schleswig-Holstein wurde Simonis am 31. Mai 1988 von Björn Engholm in das Amt der Finanzministerin Schleswig-Holsteins berufen. Nach dem Rücktritt von Günther Jansen wurde sie am 10. März 1993 zusätzlich Stellvertreterin von Ministerpräsident Björn Engholm. Von August 1990 bis Mai 1993 war sie als Finanzministerin Vorsitzende der „Tarifgemeinschaft deutscher Länder“ (TdL). Hier wurde sie für ihre harte Hand bei den Tarifverhandlungen im öffentlichen Dienst 1992 bekannt, als sie die Forderung der ÖTV von 9,5 % auf 5,4 % herunter handelte. Führende sozialdemokratische Politiker, wie der damalige niedersächsische Ministerpräsident Gerhard Schröder, hatten sie zuvor aufgefordert, sich nachgiebiger zu verhalten.

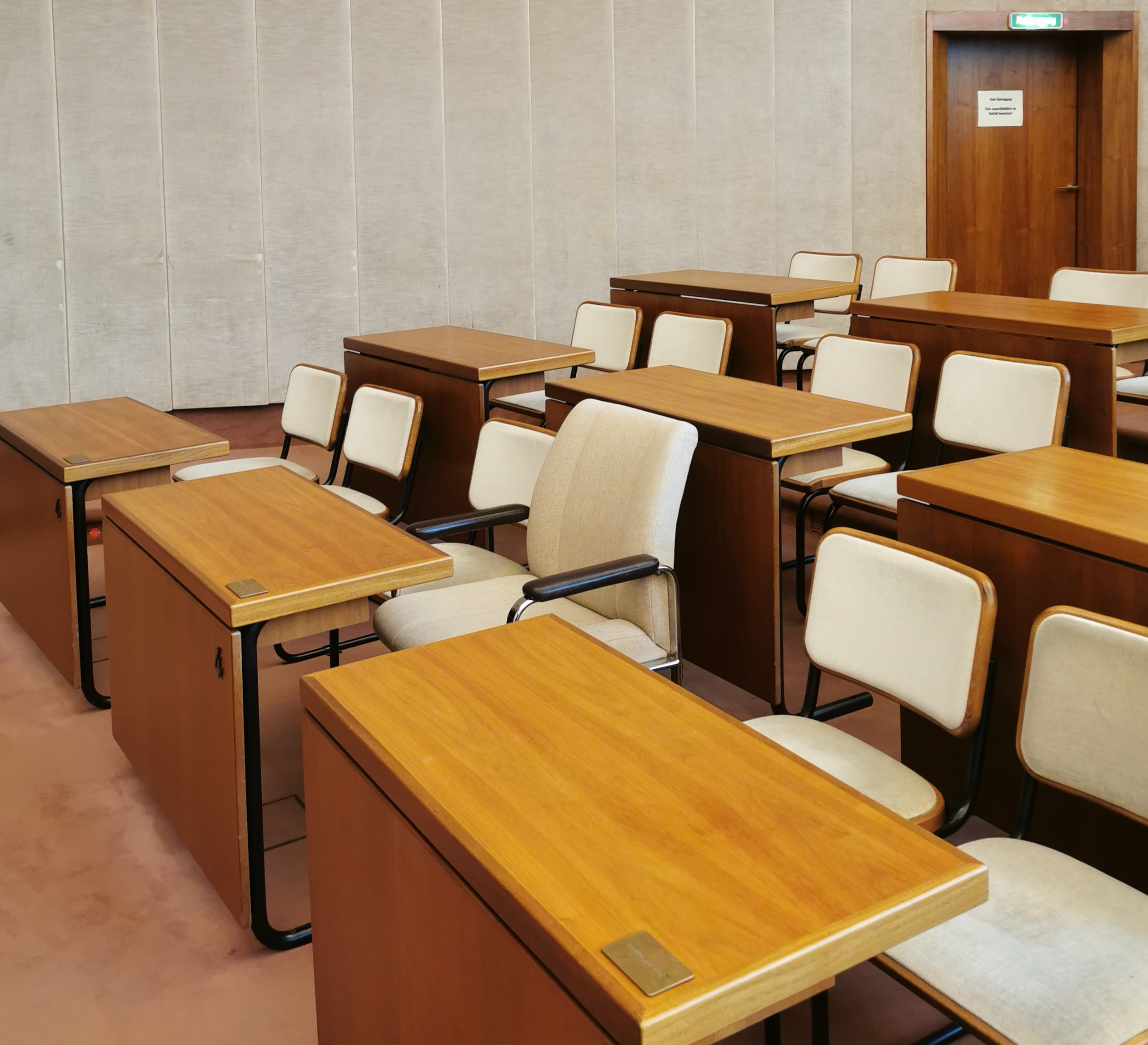
Extra-Stuhl mit Armlehnen für Heide Simonis in der letzten Sitzung des Bundesrats in Bonn am 14. Juli 2000

Nachdem Björn Engholm am 3. Mai 1993 zurückgetreten war, wurde Simonis am 19. Mai 1993 zu seiner Amtsnachfolgerin gewählt. Sie war damit die erste und bis zur Wahl von Christine Lieberknecht im Jahr 2009 in Thüringen die einzige Ministerpräsidentin an der Spitze eines Bundeslandes. Allerdings fungierte Louise Schroeder bereits 1947–1948 als Regierungschefin des späteren Bundeslandes Berlin. Nachdem die SPD bei der Landtagswahl von 1996 die absolute Mehrheit verloren hatte, bildete Simonis mit den Grünen eine Koalition, die auch bei der Landtagswahl 2000 bestätigt wurde. In ihrer Regierungszeit kam es 2002 zur Lohmann-Affäre.
Nach dem Ergebnis der Landtagswahl vom 20. Februar 2005, aus der die CDU als stärkste Fraktion hervorging, war die Regierungsbildung unsicher. SPD und Grüne verfügten zusammen über 33, CDU und FDP gemeinsam über 34 Mandate. Eine Große Koalition unter der Führung der CDU schloss Simonis am 21. Februar 2005 in der Talkshow Beckmann mit den Worten „Und wo bleibe ich dabei?“ aus, was ihr den Namen „Pattex-Heide“ einbrachte.
Entscheidend war daher die Frage, wie sich die beiden Abgeordneten des Südschleswigschen Wählerverbands verhalten würden. Nachdem sich der SSW zur Tolerierung einer rot-grünen Minderheitsregierung entschlossen hatte („Dänenampel“), galt die Wiederwahl von Simonis als sicher.
Bei der konstituierenden Sitzung des Landtages am 17. März 2005 stellte sich neben Simonis auch der CDU-Landesvorsitzende Peter Harry Carstensen zur Wahl. Beide konnten in vier Wahlgängen nicht die erforderliche Mehrheit der Stimmen auf sich vereinen. Mindestens ein Abgeordneter der verabredeten Koalition oder des SSW enthielt sich also bei der geheimen Wahl der Stimme, obgleich die SPD- und Grünen-Fraktionen nach zwischenzeitlich abgehaltenen Sitzungen vermeldeten, in Probeabstimmungen habe es weder Stimmen gegen Simonis noch Enthaltungen gegeben. Bis heute ist unbekannt, wer ihr die Stimme verweigerte („Heide-Mörder“-Debatte). Nachdem die Stimmengleichheit auch im vierten Wahlgang unverändert geblieben war, zog Simonis ihre Kandidatur zurück (siehe auch Wahl des Ministerpräsidenten von Schleswig-Holstein 2005). Bis zur Wahl von Peter Harry Carstensen im fünften Wahlgang am 27. April 2005 blieb sie als geschäftsführende Ministerpräsidentin im Amt. Danach legte sie auch ihr Landtagsmandat nieder und schied aus der aktiven Politik aus. Sie ist die am längsten amtierende Ministerpräsidentin in der Geschichte Schleswig-Holsteins.

### Kabinette
- Kabinett Engholm I – Kabinett Engholm II
- Kabinett Simonis I – Kabinett Simonis II – Kabinett Simonis III

## Gesellschaftliches Engagement
Von 1999 bis 2002 war Simonis Mitglied im Beratungsgremium des WHO-Zentrums für Gesundheitsentwicklung in Kōbe/Japan für die Region Europa. Der Initiative Schüler Helfen Leben half Simonis in ihrer Entstehungsphase und ermöglichte der Initiative den ersten Sozialen Tag in Schleswig-Holstein zu veranstalten. Sie war Mitglied im Stiftungskuratorium der Stiftung von Schüler Helfen Leben.
Der Stark-Preis wurde von Heide Simonis 2001 ins Leben gerufen und danach jährlich verliehen.
Im Oktober 2005 wurde Simonis zur ehrenamtlichen Vorsitzenden von UNICEF Deutschland gewählt. Sie widmete sich vor allem dem Projekt „Schulen für Afrika“. Auf diese Organisation war sie erstmals im Herbst 1995 zugegangen, um eine Hilfsaktion für die Kinder während der Jugoslawienkriege zu unterstützen. 2001 unterstützte sie besonders die Kampagne Bringt die Kinder durch den Winter, um Kinder in Afghanistan mit dem Nötigsten zu versorgen. Im Januar 2002 reiste sie unmittelbar nach dem Sturz der Taliban nach Kabul und besuchte UNICEF-Projekte in Schulen und Krankenhäusern. Im Mai 2005 wurde sie in den Vorstand des Deutschen Komitees für UNICEF und am 17. Oktober 2005 zur Vorsitzenden von UNICEF Deutschland gewählt. In die Amtszeit von Ex-Ministerpräsidentin Heide Simonis fällt ein Spendenskandal des Kinderhilfswerks. Als Folge davon trat sie am 2. Februar 2008 als Vorsitzende von UNICEF Deutschland zurück. Das in diesem Rahmen eingeleitete Ermittlungsverfahren gegen den damaligen Geschäftsführer des Kinderhilfswerkes Dietrich Garlichs wurde später eingestellt.
Im Frühjahr 2006 nahm Simonis zusammen mit dem Tänzer Hendrik Höfken am Fernseh-Tanzturnier Let’s Dance des Senders RTL teil. Dies verstand sie als Teil ihres Engagements für das Kinderhilfswerk der UNICEF. Die Boulevardzeitung Bild begleitete die Fernsehsendung mit mehreren Artikeln gegen Simonis (die darin „Hoppel-Heide“ genannt wurde). Simonis trat unter Angabe gesundheitlicher Gründe von dem Tanzturnier zurück.
Von 2011 bis 2015 war Heide Simonis Präsidentin des Schleswig-Holsteinischen Sängerbundes.

## Auszeichnungen
- 1993 – Bambi
- 1994 – Goldenes Schlitzohr
- 1998 – Orden wider den tierischen Ernst des Aachener Karnevalsvereins (AKV)
- 2010 – Mittlerer Orden der Aufgehenden Sonne am Band (Japan), für ihr Engagement um die Beziehungen Schleswig-Holsteins nach Japan[17][18]
- 2013 – Auszeichnung „Schleswig-Holsteinischer Meilenstein“ des Verbandes Deutscher Sinti und Roma e. V. – Landesverband Schleswig-Holstein für ihr jahrelanges Engagement für die Minderheit der Sinti und Roma[19]
- 2014 – Ernennung zur Ehrenbürgerin Schleswig-Holsteins für die Verdienste als erste weibliche Ministerpräsidentin Schleswig-Holsteins.
- 2018 – Ernennung zum Ehrenmitglied der „Stiftung RTL – Wir helfen Kindern e. V.“
- 2018 – Verleihung der Willy-Brandt-Medaille für besondere Verdienste um die Sozialdemokratische Partei Deutschlands.

## Schriften
- Kein Blatt vorm Mund. Hoffmann & Campe, Hamburg 1998, ISBN 3-455-11192-0.
- Unter Männern: Mein Leben in der Politik. C.H. Beck, München 2003, ISBN 3-406-50959-2.
- Ausgeteilt, eingesteckt mit Erich Maletze. Zu Klampen Verlag, Springe 2007, ISBN 978-3-86674-012-9.
- Drei Rheintöchter. Eine Kindheit am Rhein nach 1945. Bouvier Verlag, Bonn 2008, ISBN 978-3-416-03234-6.
- Verzockt! Warum die Karten von Markt und Staat neu gemischt werden müssen. Vandenhoeck & Ruprecht, Göttingen 2010, ISBN 978-3-525-30002-2.
- Alles Märchen! Insider packen aus. Lutherisches Verlagshaus, Hannover 2013, ISBN 978-3-7859-1126-6.
- Heringstage. Borbyer Werkstatt Verlag, Eckernförde 2016, ISBN 978-3-940586-10-0 (Kriminalroman)
- Drei Rheintöchter. Kindheitserlebnisse in der Nachkriegszeit. Audiolino Verlag, Hamburg 2018, ISBN 978-3-86737-306-7 (Hörbuch)
- Quilt-Kalender. Borbyer Werkstattverlag, Eckernförde 2018.